# Аффонсо Евора
Аффонсо Евора (порт. Affonso Évora, 26 серпня 1918 — 2 серпня 2008) — бразильський баскетболіст.
Бронзовий призер Олімпійських ігор 1948 року.